# 6459 Hidesan
A 6459 Hidesan (ideiglenes jelöléssel 1992 UY5) a Naprendszer kisbolygóövében található aszteroida. Endate, K. és Vatanabe Kazuró fedezte fel 1992. október 28-án.